# Усть-Муя
Усть-Му́я (эвенк. Даптун Муя) — посёлок в Муйском районе Бурятии. Административный центр сельского поселения «Муйская сельская администрация».

## География
Расположен на левом берегу реки Муи, в 2 км к северо-западу от места её впадения в Витим, в центральной части Муйско-Куандинской равнины, в 60 км к востоку от районного центра — посёлка городского типа Таксимо.

## Население
| 2002 | 2010 |
| ---- | ---- |
| 771  | ↘632 |

## Инфраструктура
Администрация сельского поселения, средняя общеобразовательная школа, детский сад, сельский клуб, библиотека, почтовое отделение, врачебная амбулатория.

## Экономика
Сельхозпроизводители, лесозаготовки.

## Достопримечательности
- Старый Витим II — могильник эпохи раннего неолита расположенный на правом берегу реки Муя, к югу от села Усть-Муя. Открыт в 1976 году. Старый Витим II является первым могильником раскопанным в бассейне реки Витим, до этого в этих местах было известно только о нескольких разновременных могильниках, привязанных к стояночным комплексам.